# هرمان کنرینگ
هرمان کنرینگ (۹ نوامبر ۱۶۰۶ – ۱۲ دسامبر ۱۶۸۱) یک اندیشمند آلمانی بود. او در مطالعه و تحقیق در علوم پزشکی، سیاست و حقوق دستاوردهای چشمگیری داشت.
در نسل لوترانی‌های هر دو سوی خانواده‌اش، هرمان که دومین فرزند خانواده بود، خیلی زود استعدادهای خود را شکوفا و آشکار کرد. کنرینگ در دوران زندگی به عنوان استاد در شمال آلمان، ابتدا به پزشکی پرداخت و مطالعات مهمی درباره گردش خون ارائه داد و در اواخر دوران کاری خود به سیاست گرایش پیدا کرد.

## اوایل زندگی
کنرینگ در نوردن، یک شهر ساحلی در شهرستان فریزیای شرقی به دنیا آمد، قلمرویی که در آن زمان تحت حاکمیت کنت‌های کراکسنا بود. مانند بسیاری از مناطق که بعدها به آلمان تبدیل شد، سرزمین بومی کنرینگ دارای تنوع و ناآرامی‌های مذهبی قابل توجهی بود. شرق فریزلند اگرچه در نواحی روستایی پروتستان لوتری (و در معنویت کنت‌هایش) بود، اما در شهر اصلی خود، امدن، پایگاه کالوینیسم را نیز داشت. کنرینگ و خانواده‌اش با دعواهای اعتقادی بی‌بیگانه نبودند. بسیاری از نیاکان کنرینگ کشیش بودند و به خصوص پدر و پدربزرگ پدری‌اش ظاهراً به خاطر نزاع‌ها و اختلافات مذهبی پروتستانی ناچار به تغییر شرایط خود در چندین نوبت شده بودند.
کنرینگ یکی از ده برادر و خواهر بود که دو نفر از آنها در نوزادی فوت کردند و شش نفر دیگر در سال ۱۶۱۱ بر اثر طاعون جان دادند.

## تحصیلات
کنرینگ تحصیلات خود را زود آغاز کرد، همان‌گونه که از نسل خوانندگان و نویسندگان روحانی انتظار می‌رفت، در سن شش سالگی وارد مدرسه در نوردن شد و یک سال بعد مطالعات خود را در زبان لاتین آغاز کرد. حدود نود سال پیش از او، مارتین لوتر با ترجمه انجیل به آلمانی مشروعیتی قدرتمند به زبان آلمانی بخشیده بود، اما همچنان زبان رسمی یادگیری در سراسر اروپا لاتین باقی مانده بود. در سن ۱۴ سالگی، کنرینگ به یک لاتین‌دان ماهر تبدیل شده بود و با نوشته‌های کلاسیک و نویسندگان برجسته لاتین عصر خود به خوبی آشنا بود.
در سال ۱۶۲۰، در سن ۱۴ سالگی، کنرینگ شروع به گذراندن دوره‌های فلسفی در دانشگاه هلمشتت کرد، یکی از دانشگاه‌های پیشرو در شمال اروپا در آن زمان بود که او برای پنج سال در آنجا تحصیل کرد.

## تدریس
لیندفلد کنرینگ را یک نئو ارسطویی می‌نامد. در زمان او اصطلاح فلسفه به شاخه‌ای از تحقیق اشاره می‌کرد که بیشتر به توضیح قوانین، مذهب و سیاست می‌پرداخت و بر بنیان‌های فکری گذاشته شده توسط متفکران باستان، به ویژه ارسطو، که در محافل کنرینگ غالباً به سادگی «فیلسوف» نامیده می‌شد. لیندفلد می‌گوید که در سال ۱۶۶۰، کنرینگ اولین کسی بود که بر روی Statistik، پیش‌درآمد آمار مدرن دولت، تدریس کرد؛ اما موضوع تدریس علوم سیاسی بود.
در اثر مهمش De origine iuris Germanici (درباره منشأ حقوق آلمانی) در سال ۱۶۴۳، او اثبات کرد که افسانه لوتاری بی‌اساس است. این افسانه مدعی بود که چرا حقوق روم (همان‌طور که در قوانین بیزانسی بیان شده است) قانون امپراتوری مقدس روم است.

## مطالعه بیشتر
- Fasolt, Constantin (2004). The Limits of History. University of Chicago Press. ISBN 0-226-23910-1.
- Fasolt, Constantin (2007). "Hermann Conring and the European History of Law".  In Ocker, Christopher; Printy, Michael; Starenko, Peter;  et al. (eds.). Politics and Reformations: Histories and Reformations. Studies in Medieval and Reformation Traditions. Vol. 127. Brill. pp. 113–134. doi:10.1163/ej.9789004161726.i-476.31. ISBN 978-90-04-16172-6.
- Jori, Alberto (2006). Hermann Conring (1606–1681): Der Begründer der deutschen Rechtsgeschichte. Mit Anhang "In Aristotelis laudem oratio prima" (به آلمانی). Tübingen: Medien Verlag Köhler. ISBN 9783935625593.